# Computer Bismarck
Computer Bismarck (l'épisode Bismarck pour le titre français par Computerre) est un jeu vidéo de type wargame (bataille navale) développé et publié par Strategic Simulations en 1980. Le jeu retrace la dernière bataille du cuirassé Bismarck dans l’océan Atlantique pendant la Seconde Guerre mondiale. Le joueur contrôle les forces armées britanniques et affronte au tour par tour le cuirassé Bismarck et d'autres navires allemands. Ces derniers peuvent être contrôlés par l'ordinateur ou par un deuxième joueur.
Son développement débute au cours de l’été 1979 lorsque Joel Billings fonde le studio Strategic Simulations pour créer un jeu de guerre sur ordinateur. Il imagine son concept en s'inspirant des jeux de plateau qu'il possède et recrute John Lyons pour le programmer sur un micro-ordinateur TRS-80. Pour financer le projet, il rencontre notamment les responsables d'Avalon Hill et d’Automated Simulations mais ces derniers ne se montrent pas intéressés, ce qui pousse Joel Billings à éditer lui-même le jeu. À la suite d'une rencontre avec Trip Hawkins, il décide de développer le jeu pour l'Apple II plutôt que pour le TSR-80 et John Lyons doit donc en convertir le code source en Basic. Ils terminent le jeu en janvier 1980 et font appel à Louis Saekow pour concevoir son packaging, qu'ils souhaitent de qualité professionnelle. Pour le promouvoir, ils envoient d’abord 30 000 tracts à des possesseurs d'Apple II puis le présentent en mars lors de l'Applefest de San Francisco. Pour vanter son côté innovant, ils imaginent un slogan accrocheur « le wargame à 2 160 $ », ce qui correspond au prix du jeu additionné à celui du micro-ordinateur Apple II nécessaire pour y jouer.
Après cette campagne de publicité, les commandes ne tardent pas à affluer et le jeu rencontre un certain succès critique et commercial avec plus de 8 000 copies vendues aux États-Unis. Il permet à Strategic Simulations de se faire connaitre mais aussi de gagner la réputation d'un éditeur sérieux. Le studio reçoit ainsi de nombreuses propositions de la part de programmeurs indépendants qui souhaitent faire publier leurs wargame par Strategic Simulations. Dès 1980, la société compte ainsi six wargames dans son catalogue, ce qui lui permet de réaliser un chiffre d’affaires de 317 000 $. Au cours de ses trois premières années d’existence, Strategic Simulations publie au total 28 jeux différents. Cette profusion permet au studio de s’imposer comme un leader « solide » du marché des wargames sur ordinateur, malgré la concurrence d’Avalon Hill qui est pourtant l’un des plus importants éditeurs de jeu de guerre sur table. Les spécialistes du genre considèrent que Computer Bismarck est le premier « wargame sérieux sur micro-ordinateur » et qu’il a contribué à légitimer le genre, et plus généralement les jeux sur ordinateur, en proposant un packaging « professionnel » alors que ses prédécesseurs étaient distribués dans des sachets plastiques refermables.

## Trame

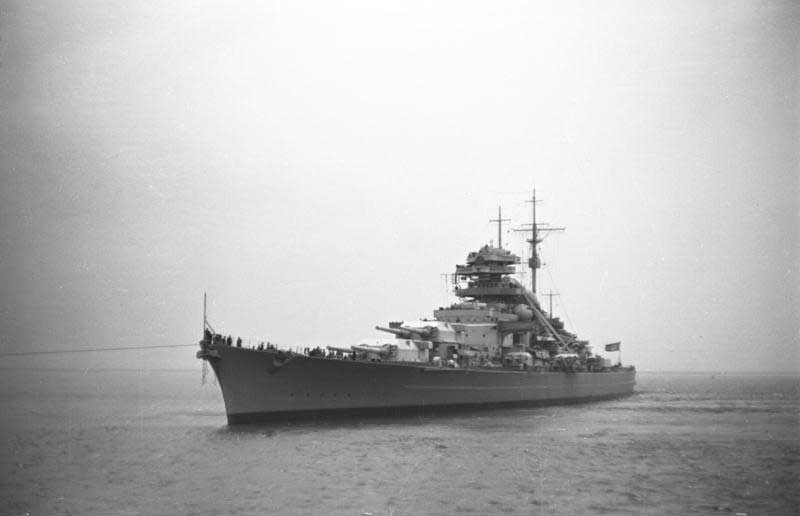
Photographie du Bismarck en septembre 1940.

Le jeu retrace la poursuite du cuirassé Bismarck par la Royal Navy dans l’océan Atlantique pendant la Seconde Guerre mondiale. Le 24 mai 1941, le Bismarck et le croiseur Prinz Eugen parviennent à couler le cuirassé HMS Hood et à endommager le HMS Prince of Wales lors de la bataille du détroit de Danemark. À l'issue de cette bataille, les navires et les avions de la Royal Navy poursuivent le Bismarck pendant deux jours au terme desquels un bombardier-torpilleur parvient à le paralyser. Le Bismarck coule le lendemain matin.

## Système de jeu
Computer Bismarck est un wargame au tour par tour dans lequel le joueur contrôle les forces britanniques et affronte le cuirassé Bismarck, le croiseur lourd Prinz Eugen et d’autres navires allemands. Les forces allemandes peuvent être contrôlées par l’ordinateur ou par un deuxième joueur,. L’action du jeu se déroule sur une carte qui représente la mer du Nord et la partie nord de l’océan Atlantique. La carte est divisée en cases carrées, dont un côté représente 70 nm, et forme ainsi une grille de 18 × 20 cases. Sur celle-ci, les unités et les infrastructures militaires sont représentées par des lettres de l’alphabet anglais. Une unité peut représenter un navire capital, un croiseur ou un groupe de destroyers, de sous-marins ou d’avions. Ces unités possèdent des capacités et des caractéristiques qui leur sont propres et qui déterminent leur mobilité, leur puissance de feu, leur vulnérabilité et d’autres facteurs ayant une influence sur le gameplay du jeu. Chaque tour simule une durée de quatre heures. Ils sont divisés en plusieurs phases dans lesquelles les joueurs donnent alternativement des directives à leurs unités respectives par l’intermédiaire du clavier,. Au début de chaque tour, le joueur commence ainsi par prendre connaissance de la météo, de la position de ses unités ainsi que de leur état. Il doit en effet gérer leurs stocks de carburant et de munitions et, si nécessaire, les faire rejoindre un port allié pour les ravitailler. À chaque tour, le joueur est également informé de la position des navires ennemis ayant déjà été repérés. Il peut alors décider de les poursuivre, si ses propres navires sont suffisamment rapides pour les intercepter, puis définir les mouvements de sa flotte. Il peut ensuite donner des directives à ses avions, qu’ils soient déjà en vol ou sur un porte-avions, comme se déplacer, accompagner un convoi, effectuer une mission de reconnaissance ou suivre un navire ennemi. Si des navires ennemis ont été repérés, le joueur peut alors décider de les attaquer ou, au contraire, de battre en retraite. Le jeu prend en compte la ligne de vue des unités et les mouvements des navires n’ayant pas encore été repérés par le joueur lui sont donc cachés par l’ordinateur. Les joueurs gagnent des points en détruisant les unités adverses. Une fois que les Britanniques ont réussi à faire couler le Bismarck, ou après trente tours de jeu, la partie se termine. Suivant leur nombre de points, la victoire est alors attribuée aux Britanniques ou aux Allemands.

## Développement
Le développement de Computer Bismarck débute au cours de l’été 1979, lorsque Joel Billings décide de fonder le studio Strategic Simulations pour créer un jeu de guerre sur ordinateur. Afin de recruter un programmeur intéressé par son projet, il rédige un tract qu’il affiche dans une boutique de jeu locale et il ne tarde pas à être contacté par John Lyons, un fan de jeu de guerre ayant des compétences en programmation informatique. Le courant passe bien entre eux et ils commencent rapidement à développer leur premier jeu de guerre basé sur la Seconde Guerre mondiale. Joel est en effet passionné de cette période depuis son plus jeune âge et préfère des jeux comme Tactics II et Gettysburg au jeu de rôle de fantasy Donjons et Dragons. Afin d'en simplifier la réalisation et de tirer avantage des options offertes par l’ordinateur dans le domaine des jeux de guerre, il décide d’en faire un wargame naval basé sur la poursuite du cuirassé Bismarck. D’après lui, cet épisode de la Seconde Guerre mondiale offre en effet deux avantages. Il permet tout d’abord de limiter le nombre d’unités à gérer par l’ordinateur – le Bismarck et le Prinz Eugen – et donc de faciliter la programmation de l’intelligence artificielle nécessaire pour offrir au joueur l’option de jouer seul contre l’ordinateur. Il propose également une situation parfaite pour tirer avantage de la possibilité, offerte par l’ordinateur, de cacher au joueur les mouvements des navires qu’il poursuit. En s’inspirant des jeux de plateau qu’il possède sur ce thème, il imagine un premier concept. Il se procure également un ordinateur afin que John Lyons puisse travailler sur le jeu depuis chez lui. En août 1979, ce dernier commence donc à programmer un système permettant de rendre ces affrontements sur un micro-ordinateur TRS-80. Lorsqu’il y parvient, Joel commence à chercher des financements pour leur projet. Il profite d’abord de ses connaissances en marketing, acquises au cours de ses études, pour entreprendre une étude de marché auprès du magasin de jeu local ainsi qu’à une convention de joueurs organisée à San Francisco. Cette étude, la première réalisée sur ce sujet, montre un recoupement entre la population des fans de jeux de guerre et celle des possesseurs de micro-ordinateurs, comme le TRS-80, l’Apple II et le Commodore PET. L’ordinateur apparaît en plus comme un support particulièrement adapté à ce type de jeu, grâce à sa capacité à en gérer les nombreux paramètres, tout en offrant de nouvelles possibilités, comme celle de jouer seul contre l’ordinateur ou de cacher certaines informations, comme les déplacements, aux autres joueurs. Dans ce contexte favorable, Joel commence à chercher des financements pour son projet. Six semaines après le début du développement, il rencontre Tom Shaw du studio Avalon Hill pour lui parler de son projet, mais l’entretien se révèle infructueux. Il contacte également un des fondateurs d’Automated Simulations après avoir vu un de leurs jeux dans un magasin, mais ce dernier n’est pas non plus intéressé par son projet,. Joel réalise alors qu’il devra lui-même publier le jeu et il se tourne vers sa famille pour réunir 40 000 $ afin de financer son développement, sa publication et sa promotion. Après une rencontre avec Trip Hawkins, qui travaille à l’époque pour Apple, Joel décide de développer le jeu pour l’ordinateur d’Apple plutôt que pour le TSR-80. Deux mois après le début du développement, son oncle lui procure un Apple II et John commence à programmer sur celui-ci en BASIC. Après avoir converti le code pour l’adapter à l’Apple II, Joel et John découvrent un package de graphismes qui leur permet de créer la carte du jeu sur cette nouvelle plateforme. Les deux développeurs ne rencontrent ensuite plus de problèmes et fin janvier 1980, après six mois de développement, le jeu – qu’ils ont baptisé Computer Bismarck – est terminé,.

## Production et promotion
Conscient de la nécessité de donner au packaging du jeu une apparence professionnelle pour parvenir à le vendre à 60 $ l’unité – soit quatre ou cinq fois le prix standard pour un jeu sur ordinateur à l’époque – Joel Billings souhaite s’inspirer de la qualité de celui des jeux Avalon Hill qu’il considère comme la référence dans ce domaine,. Il décide donc rapidement de faire appel à un professionnel pour concevoir l’artwork et le packaging du jeu et contacte alors Louis Saekow qu’il a rencontré quelques années auparavant à l’université Stanford et dont il connait le souhait de devenir graphiste. À l’époque, ce dernier n’a que peu d’expérience dans ce domaine et Joel est d’abord réticent à lui confier ce travail. Pour le convaincre, Louis Saekow assure donc à Joel que si le résultat ne lui plaît pas, il n’aura pas à le payer. Soucieux de ne pas laisser échapper cette opportunité, il se met au travail immédiatement et, par l’intermédiaire de son colocataire, il obtient l’accès à une stat camera (en) qu’il utilise pour réaliser l’artwork du jeu. Après 500 heures (en deux semaines) de travail, il présente le résultat à Joel qui, satisfait, lui offre des parts dans sa société. Le packaging se voit ensuite complété avec un manuel, également réalisé par un professionnel, mais aussi une série d'éléments destinés à aider le joueur, dont une carte représentant la zone couverte dans le jeu. Celui-ci terminé, et l’impression assurée par un cousin de Louis Saekow, la production du jeu peut commencer et Joel ne tarde pas à se retrouver avec les 2 000 premières copies du jeu sur les bras, qu’il entrepose dans sa chambre jusqu’à ce que Strategic Simulations déménage dans de nouveaux locaux,.
La quasi-totalité de l’argent non dépensé en interne par Strategic Simulations est utilisée pour promouvoir le jeu. Ils envoient ainsi 30 000 tracts à des possesseurs d'Apple II puis, en mars, ils le présentent lors de l'Applefest de San Francisco. Pour le présenter comme quelque chose de réellement nouveau, ils imaginent un slogan accrocheur « le wargame à 2 160 $ », ce qui correspond au prix du jeu additionné à celui du micro-ordinateur Apple II nécessaire pour y jouer,. Computer Bismarck parvient ainsi à attirer l’attention des médias spécialisés dans les jeux de guerre traditionnels avec notamment des articles dans des magazines comme Fire and Movement.

## Accueil

### Critiques

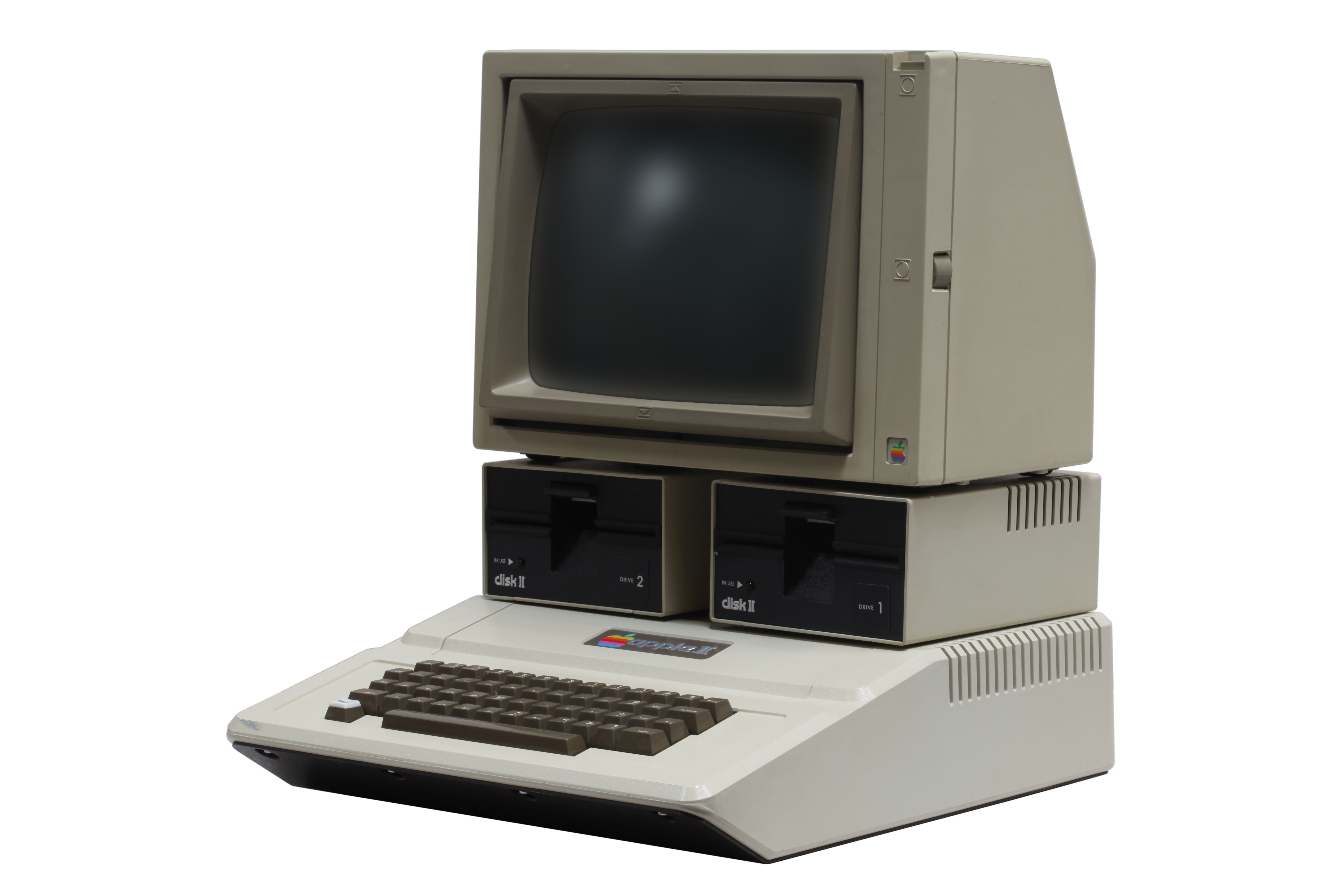
Une partie des critiques juge la version Apple II plus amusante grâce à ses graphismes en couleurs et à des temps de chargement et de calcul moins longs.

À la sortie de Computer Bismarck en 1980, le magazine Byte le décrit comme un tournant dans le développement des wargame et salue la possibilité de jouer seul contre l’ordinateur ainsi que la qualité de sa documentation. La critique du jeu est cependant globalement défavorable, même si son auteur estime qu’il est peut-être injuste d’espérer du premier wargame sur ordinateur d'être vraiment abouti. L’auteur du test critique notamment le jeu pour son adaptation fidèle des mécanismes du jeu de plateau Bismarck, dont certains ne sont pas spécialement adaptés à un jeu sur ordinateur. Il regrette ainsi qu’il perpétue le système « irritant » de déplacement des navires du jeu original et conclut que son principal défaut est de ne pas exploiter les possibilités offertes par la plate-forme. La plupart des critiques publiées à l’époque sont cependant positives. Ainsi, le magazine Popular Mechanics salue son niveau de détail et sa capacité à recréer les manœuvres complexes d’une véritable bataille navale, pour conclure qu’il est « unique » et « fantastique ». Le magazine Fire and Movement en fait également une critique particulièrement élogieuse, son auteur saluant notamment la prise en charge par l’ordinateur de tous les facteurs techniques de la simulation, ainsi que de la dissimulation des unités. Son seul reproche concerne le temps nécessaire à l’ordinateur pour calculer les déplacements de toutes les unités du camp anglais, qu’il estime à une vingtaine de minutes par tour. Pour le journaliste du magazine Creative Computing, le jeu n’est pas destiné à n’importe qui car il est « extrêmement complexe ». Il le recommande néanmoins de manière « enthousiaste » aux joueurs prêts à relever le défi. De son côté, la critique du magazine Microcomputing met en avant la différence entre les versions TRS-80 et Apple II du jeu. Il juge en effet cette dernière plus amusante grâce à ses graphismes en couleurs et à des temps de chargement et de calcul moins longs.
Après la sortie de Computer Bismarck en France, le magazine Tilt teste la version TRS-80 en 1984 et lui attribue une note de trois sur six. Le même magazine teste la version Apple II un an plus tard, en 1985, et lui attribue une note de cinq sur six. Le jeu est alors décrit par la critique comme un wargame « difficile et passionnant ». Rétrospectivement, le magazine Cyber Stratège juge en 1997 que si le jeu est désormais « désuet », il conserve « une valeur (sentimentale et financière) inestimable auprès des collectionneurs ».

### Ventes
Le développement terminé, Strategic Simulations réalise ses deux premières ventes en février 1980 : deux copies à la boutique Hobby de San Antonio et cinquante copies au Computerland de Los Altos,. Une semaine plus tard, le studio déménage de l’appartement de Joel. Dans leurs nouveaux locaux, ils affichent une carte des États-Unis sur laquelle ils ajoutent une épingle à chaque fois qu’ils parviennent à vendre le jeu dans une nouvelle ville. En à peine six semaines, la carte est entièrement remplie. Au total, le studio vend ainsi plus de 8 000 copies du jeu.

## Postérité

### Impact sur le genre
Les premiers exemples de wargame sur ordinateur sont les simulations de combat développées par l’armée des États-Unis dans les années 1950 et 1960. Ces programmes sont cependant destinés à un usage militaire et il faut attendre les années 1970 pour voir apparaitre, sur ordinateur central, les premiers wargame visant à divertir. Ce type d’ordinateur, destiné à la recherche plutôt qu’à un usage personnel, reste à l’époque extrêmement cher et les jeux développés pour ces derniers ne sont donc pas commercialisés,. Les jeux de plateau connaissent à l’époque leur heure de gloire et l’arrivée sur le marché en 1977 des premiers modèles de micro-ordinateurs à usage du grand public – l’Apple II, le TRS-80 et le Commodore PET – préfigure l’arrivée de wargames destinés au grand public,. L’année suivante, Chris Crawford porte ainsi Tanktics sur Commodore PET et en vend la première copie en décembre 1978. C’est dans ce contexte que Strategic Simulations développe Computer Bismarck qui est publié en février 1980,. Bien que Tanktics lui soit antérieur, Computer Bismarck est généralement considéré comme un bon candidat au titre de premier véritable wargame sur ordinateur personnel. Contrairement à son prédécesseur, il est en effet développé avec pour objectif d’être produit et vendu en grande quantité grâce notamment aux possibilités graphiques offertes par l’Apple II et à un packaging de qualité, dans la veine de ceux généralement proposés pour un jeu de plateau. Pour Bob Proctor, du magazine Computer Gaming World, le jeu est ainsi le premier « wargame sérieux sur micro-ordinateur » et il contribue à légitimer le genre, et plus généralement les jeux sur ordinateur, en proposant un packaging « professionnel » alors que ses prédécesseurs étaient distribués dans des sachets plastiques refermables,.

### Impact pourStrategic Simulations
La qualité du packaging du jeu permet à Strategic Simulations de rapidement s'imposer comme un éditeur sérieux. Le studio reçoit ainsi de nombreuses propositions de la part de programmeurs fans de jeux de guerre qui souhaitent faire publier leurs créations par sa société. En plus de Computer Ambush, développé en interne par Ed Williger, le studio va ainsi publier de nombreux jeux développés par des programmeurs indépendants comme Computer Quarterback de Dan Bunten, Computer Conflict de Roger Keating, Computer Air Combat et Computer Baseball de Charles Merrow et Jack Avery et The Battle of Shiloh et Tigers in the Snow de Chuck Kroegel et David Landrey. Dès 1980, la société compte ainsi six wargames dans son catalogue, ce qui lui permet de réaliser un chiffre d’affaires de 317 000 $ dès sa première année d'opération, avec une perte nette de seulement 60 000 $, relativement prévisible dans ce contexte. Au cours de ses trois premières années d’existence, Strategic Simulations publie au total 28 jeux différents, principalement développés par des programmeurs indépendants. Cette profusion permet au studio de s’imposer comme un leader « solide » du marché des wargames sur ordinateur, malgré la concurrence d’Avalon Hill qui est pourtant l’un des plus importants éditeurs de jeu de guerre sur table,. Le succès de Computer Bismarck est en revanche entaché par des critiques qui soulignent ses similitudes avec le jeu de plateau Bismarck, le magazine Byte s’étonnant par exemple que la boite du jeu n’indique rien à ce sujet,. En 1983, Avalon Hill, l’éditeur de Bismarck, attaque donc SSI en justice en accusant le studio d’avoir copié les mécanismes de jeu de ses jeux de plateau dans, entre autres, Computer Bismarck. Les deux sociétés parviennent cependant à un arrangement et l’affaire ne sera jamais jugée.
Le jeu Pursuit of the Graf Spee développé par Joel Billings et publié par Strategic Simulations en 1982 utilise le même moteur de jeu que Computer Bismark et propose un gameplay similaire. Comme son prédécesseur, il se déroule dans l’océan Atlantique pendant la Seconde Guerre mondiale. Le joueur y contrôle les forces armées britanniques lancées à la poursuite de l’Admiral Graf Spee, un croiseur cuirassé allemand,. À sa sortie, il ne rencontre qu’un succès mitigé avec seulement 2082 copies vendues.

### Préservation
En décembre 2013, le fondateur de Strategic Simulations fait don, pour préservation, de Computer Bismarck et de son code source à l’International Center for the History of Electronic Games dans le cadre d’une donation incluant plusieurs autres titres édités par le studio.